# Marc Nève
Marc Nève (Leuven, 1953) is een Belgisch advocaat. Hij was onder meer de advocaat van Marc Dutroux. Daarnaast was hij als bestuurder actief in meerdere adviesraden of controle-organen. 

## Biografie
Nève studeerde tussen 1973 en 1976 rechten aan de UCL te Namen. Na zijn stage start hij aan de balie van Luik in 1979 voornamelijk in strafrecht. 
Hij was advocaat onder andere van Marc Dutroux, Farid "Le Fou" Bamouhammad, "Le petit Robert" Vanoirbeek en Nizar Trabelsi.
Tussen 1991 en 2011 was hij voorzitter van Avocats sans Frontières (ASF), ondervoorzitter van het comité ter preventie van Foltering van de Raad van Europa en voorzitter van de Commission prisons de la Ligue des droits humains.
Sinds 2019 is hij voorzitter van de Centrale toezichtsraad voor het gevangeniswezen. Daarvoor was hij al controleur-adviseur voor de gevangenis van Lantin.
Daarnaast schreef hij ook mee aan De Prisoner's Guide voor België (Le Guide du Prisonnier en Belgique).